# تاتيانا كوتوفا
تاتيانا نيكولايفنا كوتوفا (بالروسية:Татьяна Николаевна Котова؛ مواليد 3 سبتمبر 1985، شولوخوف، منطقة روستوف، اتحاد الجمهوريات الاشتراكية السوفياتية) مغنية روسية، ممثلة، شخصية تلفزيونية، وحاملة لقب مسابقة «ملكة جمال روسيا 2006»، مغنية ضمن فرقة البوب الأوكرانية نو فيرجوس. من مارس 2008 إلى أبريل 2010، لتحل محل فيرا بريجنيفا.
فازت بلقب ملكة جمال روسيا عام 2006 وأتيحت لها الفرصة لتمثيل بلدها روسيا في مسابقات ملكة جمال العالم 2007 ومسابقة ملكة جمال الكون 2007. وكانت تاتيانا واحدة من المرشحات في مسابقة ملكة جمال الكون 2007، لكنها لم تصل إلى الدور نصف النهائي. تعتبر تاتيانا ثالث فتاة روسية تشارك في كل من ملكة جمال الكون وملكة جمال العالم بعد آنا مالوفا وسفيتلانا غوريفا.

## نشأتها
ولدت تاتيانا كوتوفا في 3 سبتمبر 1985 في شولوخوفسكي (منطقة روستوف) في عائلة صغيرة مترابطة. عمل والدها، نيكولاي كوتوف، كعامل منجم، سائق شاحنة، وشارك لاحقًا في النشاط التجاري. عملت والدتها، مارينا كوتوفا، في أحد البنوك. تاتيانا لديها أخت أصغر إيكاترينا. شاركت تاتيانا كوتوفا في أول مسابقة جمال "Miss Autumn 98" في المدرسة وفازت بلقب "Miss Charm". أثناء الدراسة في كلية الاقتصاد في جامعة جنوب إفريقيا، دعيت تاتيانا إلى دورة تدريبية «عارضة المهنية» في وكالة «إيماج إيليت».

## روابط خارجية
- تاتيانا كوتوفا على موقع IMDb (الإنجليزية)
- تاتيانا كوتوفا على موقع ميوزك برينز (الإنجليزية)
- تاتيانا كوتوفا على موقع ديسكوغز (الإنجليزية)
- تاتيانا كوتوفا على موقع كينوبويسك (الروسية)
- الموقع الرسمي
- بوابة كوتوفا الإلكترونية
- ملكة جمال روسية جديدة - مقال عن فوزها باللقب بتاريخ في 20 مايو 2010

| سبقه ألكسندرا إيفانوفسكايا | ملكة جمال روسيا 2006 | تبعه كسينيا سوخينوفا |